# High five
 Denne artikel bør gennemlæses af en person med fagkendskab for at sikre den faglige korrekthed.

High five er en gestus, som udføres ved at to personer samtidig hæver deres ene hånd højt over hovedet og slår håndfladerne mod hinanden.Undertiden siger begge samtidig "Giv mig fem", "Fem up" eller "High five".

## Oprindelse
Der er mange historier om oprindelsen, men de bedst dokumenterede er Glenn Burke fra Los Angeles Dodgers baseballhold den 2. oktober 1977, og Wiley Brown og Derek Smith fra Louisville Cardinals basketballholdet i 1978/79.